# Mehelya
Mehelya — рід змій родини Lamprophiidae. Представники цього роду мешкають в Африці на південь від Сахари.

## Види
Рід Mehelya нараховує 5 видів:
- Mehelya egbensis Dunger, 1966
- Mehelya gabouensis J.-F. Trape & Mané, 2005
- Mehelya laurenti de Witte, 1959
- Mehelya poensis (A. Smith, 1849)
- Mehelya stenopthalmus (Mocquard, 1887)

## Етимологія
Рід Mehelya був названий на честь угорського зоолога Лайоша Мегея.